# Siamionauka (rejon homelski)
Siamionauka (biał. Сямёнаўка; ros. Семёновка, Siemionowka) – wieś na Białorusi, w obwodzie homelskim, w rejonie homelskim, w sielsowiecie Cierucha, nad Niamylnią i przy granicy z Ukrainą.